# 防護マスク4形
防護マスク4形（ぼうごマスクよんがた）は、陸上自衛隊向けの化学戦用装備品。化学兵器防護用の個人装備であり、85式防護マスク4型とも呼ばれるガスマスクである。1985年（昭和60年）度採用。

## 概要
- 重量：約2kg
- 有毒ガス、フォールアウトなどを吸引しないように顔面に装着して人体を防護するための装備。ガスを吸収するための丸型の缶を覆面中央部に装着し、液滴保護のためにフードを装着する。
- 構成品はマスク、吸収缶、蛇腹型のホース。
- 4形に改良を加えた00式個人用防護装備の防護マスク4形(B)（00式防護マスク）は、4形を基に眼ガラス部分が大きくなり（プラスチック製）、水筒用のチューブが付属し、近視者用の矯正レンズのバリエーションが増えた。4形と違い00式個人防護装備は全員に貸与されている。
- マスクを入れておく防護マスクケースは当初はOD色であったが、最近は迷彩服2型と同様の迷彩のものに変わりつつある。

## 製作
- 興研